# Les Descendants des ténèbres
Les Descendants des ténèbres (闇の末裔, Yami no matsuei) est un manga de Yoko Matsushita en 13 volumes paru à ce jour au Japon (le 12e est paru en 2010, le 13e en 2017, parution chez Tonkam, 12 volumes sortis). Il a été adapté en une série télévisée d'animation japonaise en 13 épisodes de 23 minutes, réalisée par Hiroko Tokita en 2000. Cette série est inédite dans les pays francophones.

## Synopsis
Le Jū Ō Chō, une organisation agissant dans l'ombre depuis des millénaires, guide les esprits des défunts vers l'au-delà. Le département des invocations fut créé pour soutenir le Jū Ō Chō dans cette tâche, et tenter de garder sous contrôle les âmes rebelles…

## Personnages principaux
Le principal héros de ce manga se nomme Asato Tsuzuki, un shinigami employé dans les bureaux de l'Enma-Cho un des nombreux départements du fameux Jū Ō Chō. En apparence Tsuzuki a 26 ans, mais en réalité il en a 97 dans le premier volume. Les shinigamis travaillent en duo et dans le premier tome, Tsuzuki travaille d'abord avec un jeune homme nommé Asuka. Au bout de quelques aventures avec Asuka, celui-ci retourne dans le monde des vivants et Tsuzuki doit se trouver un autre partenaire qui n'est autre que Hisoka Kurosaki. Tsuzuki est paresseux et tête en l'air, autant que Hisoka est renfermé.
Tsuzuki a le pouvoir d'invoquer douze shikigami, ce qui fait de lui un shinigami très puissant, bien qu'il reste le shinigami le plus mal payé du Jū Ō Chō car il a la mauvaise manie de tout casser sur son passage, notamment la bibliothèque.
Hisoka possède un fort don d'empathie, d'où sa tendance à se renfermer. Au fil des numéros, Hisoka développera une certaine jalousie et angoisse vis-à-vis de la puissance de son partenaire et tentera lui aussi d'obtenir la même puissance.
Un autre personnage récurrent est le docteur Muraki, personnage extrêmement étrange, il en veut particulièrement à Tsuzuki qu'il poursuit de ses assiduités nombreuses et variées. On pourrait croire qu'à l'origine, la seule chose qui intéresse Muraki chez Tsuzuki, c'est son corps, mais au fil des volumes, on comprend que c'est bien plus compliqué que cela, et pour le comprendre, il nous faut remonter au vivant de Tsuzuki, vivant pendant lequel il a été le patient du grand-père de Muraki.
Muraki est un être froid et sans scrupule dont la cruauté n'a pas de limite. Les jeunes filles qui le rencontrent le considère comme séduisant, mais s'il leur prête un quelconque intérêt, ça sera pour son intérêt à lui et pour la mort - au mieux - de la dite jeune fille.
Le véritable pervers de la série est plutôt le Comte, personnage encore plus mystérieux que le docteur Muraki. C'est la maître de la salle aux chandelles, chaque chandelle représentant la vie d'une personne et quand la chandelle s'éteint, la personne meurt, évidemment. On ne voit du Comte qu'un masque qui n'est pas sans rappeler celui du Fantôme de l'opéra, bien que cela soit sans doute une coïncidence. Un masque et des gants. Il a aussi une véritable apparence, mais jusqu'à présent, il n'a pas été représenté sous cette forme.
De nombreux personnages interviennent, comme les gushoshin, deux frères jumeaux impossibles à dissocier. Ils travaillent principalement comme bibliothécaires mais accompagnent souvent le duo Tsuzuki/Hisoka en mission.

## Série télévisée
L'adaptation animée du manga est diffusée sur la chaîne WOWOW à partir d'octobre 2000. L'anime est réalisé par Hiroko Tokita et produit par le studio J.C. Staff. La série est divisée en quatre arcs narratifs. Central Park Media a licencié la série pour le marché américain sous le titre Descendants of Darkness et la sort sur support DVD en 2003. Au Canada, l'anime est diffusé sur la chaîne de langue anglaise Super Channel 2 à partir du 8 décembre 2008. Le générique de début, intitulé "Eden", est joué par To Destination, tandis que le générique de fin "Love Me" par The Hong Kong Knife.
La série reste inédite dans les pays francophones.

### Distribution

#### Voix japonaises
- Shin'ichirō Miki : Asato Tsuzuki
- Mayumi Asano : Hisoka Kurosaki
- Toshihiko Seki : Yutaka Watari
- Shō Hayami : Kazutaka Muraki
- Toshiyuki Morikawa : Seiichiro Tatsumi

### Épisodes
1. Nagasaki - Part 1
2. Nagasaki - Part 2
3. Nagasaki - Part 3
4. Devil's Trill - Part 1
5. Devil's Trill - Part 2
6. Devil's Trill - Part 3
7. King of Swords - Part 1
8. King of Swords - Part 2
9. King of Swords - Part 3
10. Kyoto - Part 1
11. Kyoto - Part 2
12. Kyoto - Part 3
13. Kyoto - Part 4

## Hommages
La mangaka suisse Yami Shin a choisi son nom de plume en référence à ce manga.